# Husqvarna AB
|  | Per a altres significats, vegeu «Husqvarna (desambiguació)». |

Husqvarna AB ("Husqvarna Group") és un fabricant suec d'eines elèctriques per a la silvicultura, la jardineria i el paisatgisme, entre elles motoserres i tallagespes, a més de talladores i eines diamantades per a la indústria de la construcció i la pedra. El grup Husqvarna inclou moltes altres marques, com ara Gardena, Jonsered, Klippo, Flymo i McCulloch.

## Història
La història de la corporació comença el 1689 amb la producció de mosquets a Huskvarna, un districte de Jönköping. El logotip deriva d'aquest fet, ja que representa un canó de mosquet vist de cara (el piu del mig representa el punt de mira anterior del canó i els dos laterals, l'enquadrament del punt de mira posterior). El 1872, l'empresa va iniciar la producció de màquines de cosir i estris de cuina de ferro colat.

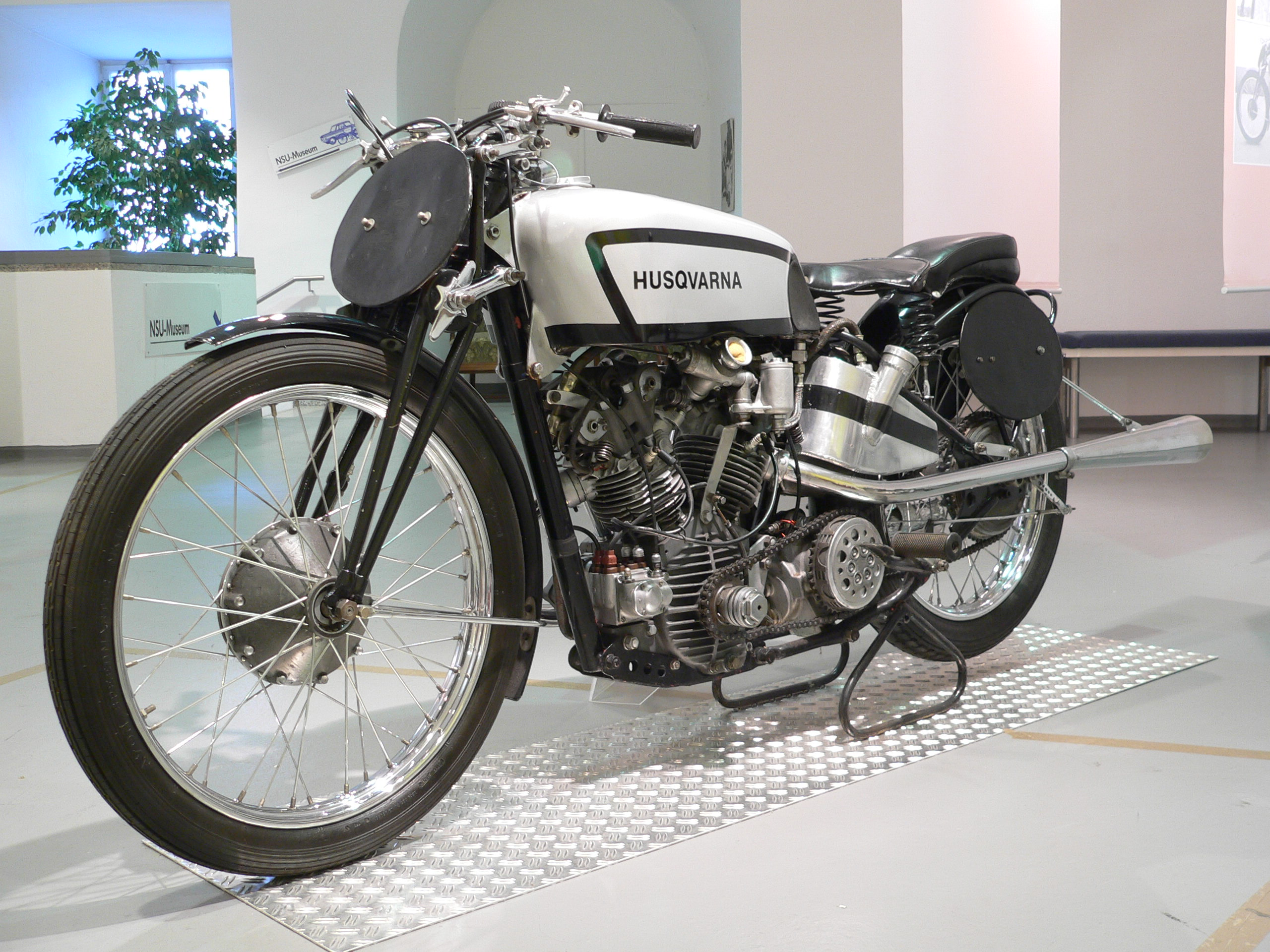
Motocicleta de competició Husqvarna de 1935

El 1877, l'enginyer Wilhelm Tham va passar a ser-ne director. Sota el seu lideratge, l'espectre de producció es va ampliar considerablement. La primera moto Husqvarna es va produir el 1896. L'any següent, Husqvarna es va convertir en una empresa pública. L'empresa va començar a produir motocicletes a partir del 1903. El 1918 la companyia va adquirir l'acereria de Norrahammar (al mateix municipi de Jönköping) i va endegar la fabricació de tallagespes i de calderes. A la dècada del 1920, la divisió de motocicletes va destacar amb alguns rècords mundials. El 1935, Husqvarna va iniciar la producció de motocicletes lleugeres. Durant la Segona Guerra Mundial, l'empresa es va centrar en el desenvolupament d'electrodomèstics.

### La postguerra
Els canvis en la gamma tradicional de productes de l'empresa reflecteixen l'evolució econòmica i tecnològica europea, així com l'augment dels processos de concentració per part dels productors. El 1943, Husqvarna va desenvolupar un automòbil de tres rodes amb l'ajut del dissenyador Sixten Sason. El vehicle emprava un motor de dos temps refrigerat per aire que movia la sola roda posterior amb una cadena de transmissió. Tanmateix, Husqvarna va desestimar el projecte quan Saab va presentar el Saab 92 un cop acabada la guerra. En contrapartida, Husqvarna va començar a fabricar productes metàl·lics sinteritzats.
El 1959, l'empresa va produir la seva primera motoserra pròpia i un dels primers forns microones.
El 1962, Monark es va fer càrrec de la producció de motors forabord, ciclomotors, bicicletes i eixos de bicicletes. La fabricació d'armes de caça i altres armes de foc va anar a parar a Försvarets Fabriksverk el 1970, tot i que la fàbrica principal en va continuar produint petites sèries fins al 1989.
Finalment, el 1977, el grup Electrolux va assumir l'empresa, la divisió d'electrodomèstics de la qual ha continuat fins a l'actualitat en poder d'aquest grup sota la marca Husqvarna. El mateix any, Partner va adquirir Jonsered i, l'any següent, Flymo. A la dècada del 1980 es van fer moltes altres adquisicions.

### Els anys vuitanta
El 1987 la divisió de motocicletes es va vendre finalment a Cagiva. Durant un temps, la marca va pertànyer al grup BMW i actualment, com a Husqvarna Motorcycles, forma part del grup austríac Pierer Industrie AG, propietari entre d'altres de KTM.
El 1997, Husqvarna va renunciar també a la producció de màquines de cosir. Actualment, les fabrica sota la marca Husqvarna Viking el grup SVP, que inclou també les marques Singer i Pfaff.
El 1999, Husqvarna va adquirir la divisió europea del fabricant de dispositius McCulloch, en fallida. El 2002, es va fer càrrec de Diamant Boart, el fabricant nord-americà d'eines diamantades per a la indústria de la construcció.
El 2006, el grup Husqvarna es va separar del grup Electrolux. Durant els anys següents, va comprar diverses empreses, inclosos els fabricants japonesos d'equips de motor Zenoah, el fabricant suec de tallagespes Klippo, el fabricant alemany d'eines de jardí Gardena i la divisió de productes per a l'aire lliure de l'empresa taiwanesa Jenn Feng, propietària dels drets de McCulloch per al mercat nord-americà, els quals es varen transferir a Husqvarna.
A les instal·lacions de l'empresa a Huskvarna hi ha un museu de la fàbrica obert al públic, a més dels edificis més antics que es conserven de la primera fàbrica.

## Borsa
El 2006, Husqvarna va sortir a cotització a la Borsa d'Estocolm amb 4.950.000 accions Després d'una partició, les accions es van dividir en dos tipus: amb el tipus A (ISIN SE0001662222) cada acció té un vot, amb el tipus B (ISIN SE0001662230) calen deu accions per a un vot. Com a resultat, el 52,6% del capital es troba en règim lliure, però aquests petits accionistes junts només tenen el 27% dels vots.

## Empresa
El Grup Husqvarna compta amb prop de 14.200 treballadors a 40 països. Els llocs de producció es troben a Europa, Amèrica i Àsia. Husqvarna també té la seva pròpia foneria d'alumini i magnesi. L'empresa està representada a tots els mercats nacionals rellevants a través de les seves pròpies empreses de venda i distribuïdors. La seu de la companyia és a Estocolm. La fàbrica principal es troba a Huskvarna. A més, Charlotte (Carolina del Nord), Ulm (Alemanya) i Xangai són les principals ubicacions del grup on es troben les funcions bàsiques de l'empresa amb responsabilitat global. Des del 2013, Kai Wärn és el conseller delegat del grup.

## Marques i gamma de productes
La gamma de productes de la marca Husqvarna al sector de la silvicultura i la jardineria inclou eines elèctriques tant per a usuaris professionals com per a jardiners aficionats, entre elles serres elèctriques, tallagespes (manuals i robots) i tractors de jardí, i en el camp de la tecnologia de la construcció, eines de tall i perforació i robots d'enderroc. També hi ha equips de protecció personal i equips forestals.
Actualment, les marques més importants de la companyia són les següents:
- Motoserres:
  - Husqvarna[13]
  - Jonsered[14]
  - McCulloch[15]
  - Poulan Pro[16]
  - Zenoah[17]
- Reg i manteniment de gespa i jardins:
  - Gardena[18]
- Tallagespes:
  - Klippo[19]
  - WeedEater[20]
  - Flymo[21]
- Tecnologia de la construcció:
  - Diamant Boart[22]